# Comprendre
Comprendre è una storica rivista internazionale di politica della cultura, fondata da Umberto Campagnolo nel 1950 e ora pubblicata da Scripta Maneant Edizioni. È organo ufficiale della Société européenne de culture.

## Storia

### Dal 1950 al 1988
Di Comprendre sono stati direttori Umberto Campagnolo (1950-1976) e Norberto Bobbio (1976-1988).

Il sottotitolo della rivista, visibile solo in prima di copertina, fu “Revue de la Société européenne de culture” a partire dal n. 4 (1951). Divenne “Revue de politique de la culture” con il n. 16 (1956) e lo conservò fino al n. 47-48 (1981-83), ultimo della prima serie a essere stato pubblicato. Il n. 49-50 non ha mai visto la luce, anche se compare nell'Index général del 2004. Con il n. 33-34 (1969), sotto al sottotitolo compare "Directeur: Umberto Campagnolo" e poi, a partire dal n. 41-42 (1975-1976), "Fondateur: Umberto Campagnolo". Dal n. 1 (1950) al n. 12 (1954) il formato della rivista è stato di cm. 23 x 31. Con il n. 13-14 (1955) è passato a cm. 19 x 25, conservandolo fino all'ultimo numero. Ogni volume era contraddistinto da un argomento monografico, all'interno della parte dedicata a "Les enquêtes de la politique de la culture", che, a partire dal n. 13-14 (1955), con il cambio di formato, ha sempre aperto la rivista, subito dopo l'Avant-propos del direttore.
| Numero | Le inchieste della politica della cultura                                          | Anno      |
| ------ | ---------------------------------------------------------------------------------- | --------- |
|        | Sotto la direzione di U. Campagnolo                                                |           |
| 1      | [Universalité de la culture]                                                       | 1950      |
| 2      | Enquête sur la responsabilité dans la construction et l'usage de la bombe atomique | 1950      |
| 3      | Les rapports entre la culture de l'Occident et de l'Orient de l'Europe             | 1951      |
| 4      | Enquête sur l'existence d'une crise de l'art                                       | 1951      |
| 5-6    | La signification morale et politique du dialogue                                   | 1952      |
| 7-8    | Crise totalitaire et politique de la culture                                       | 1953      |
| 9      | Réalité de l'Europe                                                                | 1953      |
| 10-11  | Le Nouveau Continent                                                               | 1954      |
| 12     | Puissance soviétique, communisme et culture                                        | 1954      |
| 13-14  | L'Empire britannique, problème de civilisation                                     | 1955      |
| 15     | L'humanisme, aujourd'hui                                                           | 1956      |
| 16     | L'humanisme, aujourd'hui (II)                                                      | 1956      |
| 17-18  | Civilisation et christianisme                                                      | 1957      |
| 19     | L'accession de la Chine au rang de grande puissance                                | 1958      |
| 20     | L'Inde dans le dialogue des civilisations                                          | 1959      |
| 21-22  | Entrée de l'Afrique dans l'histoire                                                | 1960      |
| 23-24  | La «question internationale»                                                       | 1961-1962 |
| 25     | La «guerre froide»                                                                 | 1962-1963 |
| 26-27  | Culture et religion                                                                | 1964      |
| 28     | Une autorité politique mondiale                                                    | 1965      |
| 29-30  | Coexistence pacifique, compétition idéologique et dialogue                         | 1967-1968 |
| 31-32  | L'ONU, les États et l'opinion publique                                             | 1968      |
| 33-34  | La démocratie et la culture                                                        | 1969      |
| 35-36  | La «contestation»                                                                  | 1970      |
| 37-38  | L'engagement historique de l'homme de culture                                      | 1971-1972 |
| 39-40  | Crise et utopie en ce moment de l'histoire                                         | 1973-1974 |
| 41-42  | Guerre et combat moral                                                             | 1975-1976 |
|        | Sotto la direzione di N. Bobbio                                                    |           |
| 43-44  | Le sens de l'histoire                                                              | 1977-1978 |
| 45-46  | Éthique et politique                                                               | 1979-1980 |
| 47-48  | Violence et dialogue                                                               | 1981-1983 |

- Alcune firme: Theodor W. Adorno, Marc Chagall, Thomas Mann, Bertrand Russell

### Dal 1988 al 2008
Sotto la direzione di Giuseppe Galasso sono usciti un volume monografico fuori serie dedicato a "L'Europa, la cultura, la pace. A vent'anni da un'eredità spirituale. A cinquant'anni da un'idea: la SEC" (Atti del Convegno internazionale sull'Europa, la cultura e la pace dedicato a Umberto Campagnolo, filosofo e politico della cultura [1904-1976]), pubblicato nel 1999, e un "Index général (n. 1-50). Première partie. Auteurs - textes - illustrations", edito sempre a Venezia nel 2004.

### Dal 2009 la nuova serie
Dal 2009 viene pubblicata la nuova serie, diretta sempre da Giuseppe Galasso, con il sottotitolo "Revue de politique de la culture" e l'indicazione "Fondée en 1950 par Umberto Campagnolo". Direttore responsabile è Marino Zorzi, redattore capo Michelle Campagnolo Bouvier e coordinatore Davide Cadeddu. L'editore è Scripta Maneant di Reggio Emilia. La lingua redazionale è il francese, ma accoglie articoli in italiano, inglese, francese, spagnolo, tedesco e russo. Seguendo la tradizione della rivista, ciascun numero si contraddistingue per un argomento monografico.
| Numero | Le inchieste della politica della cultura           | Anno |
| ------ | --------------------------------------------------- | ---- |
|        | Sotto la direzione di G. Galasso                    |      |
| 1      | Les crises de notre présent et la référence éthique | 2009 |
| 2      | De l'Union europénne à l'union des Européens        | 2010 |

- Alcune firme: Massimo Cacciari, Vincenzo Cappelletti, Giuseppe Galasso, Bronisław Geremek, Jacques Le Goff, Arrigo Levi, Predrag Matvejević

#### Numeri speciali
Per la ricorrenza dei 150 anni dell'unità d'Italia, è stato preparato un numero speciale dedicato a "Unità degli italiani unità degli europei", con articoli di Carlo Azeglio Ciampi, Giuseppe Galasso, Remo Bodei, Vincenzo Cappelletti, Valerio Castronovo, Tullio De Mauro, Arrigo Levi, Ida Magli, Gianfranco Pasquino e Chiara Saraceno, allegato al numero 44 del 2011 del settimanale "Panorama".